# Phlomis brevibracteata
Phlomis brevibracteata — вид квіткових рослин з родини глухокропивових (Lamiaceae). Ендемік Кіпру. Зустрічається на висотах від 100 до 950 метрів над рівнем моря.
Це нещільний чагарник заввишки до 1.5 метра, який росте в низьких маквісах, на вапняках.

## Загрози й охорона
Під загрозою втрати середовища існування через розширення міських територій, будівництво та покращення доріг та пожежі. Деякі субпопуляції вже були частково знищені або пошкоджені в результаті цієї діяльності. Phlomis brevibracteata внесено до Додатку II Директиви про середовища існування та до Додатку I Конвенції про охорону дикої флори і фауни та природних середовищ існування в Європі (Бернська конвенція). Три субпопуляції розташовані на запропонованих ділянках Natura 2000. Він внесений до Червоного списку Кіпру як вразливий C2a(i).